# Monarquia parlamentarista
A Monarquia parlamentarista é uma das formas de governo existente nos países ocidentais atuais, na qual o monarca exerce a função de Chefe de Estado sob o controle do Poder Legislativo (Parlamento) e do Poder Executivo (Governo). As normas e decisões emanadas do Parlamento regulam não só o funcionamento do Estado, mas também a atuação e funções do próprio monarca.
É muito usual, inclusive na bibliografia das ciências políticas, identificar com outro tipo de monarquia, a Monarquia constitucional, ainda que esta tenha uma característica bem diferente, e é que permite reservar uma maior capacidade e funções ao Rei, que retém grande parte do poder, por exemplo, controlando ao Poder Executivo.
Na maioria das Monarquias Parlamentares atuais a autonomia e poderes do monarca estão muito limitados e recortados, podendo o Parlamento em qualquer momento tomar decisões que obriguem a seu cumprimento por parte do Rei. As excepções a estas limitações generalizadas são puras reminiscências históricas que se mantêm por tradição em algumas das Monarquias mais antigas, ainda que, normalmente, se referem a temas de pouca transcendência para a vida política do país. A tomada efetiva de decisões mantém-se no Governo e nas diferentes câmaras de representação parlamentar, que numa monarquia parlamentar são considerados os depositários da soberania popular.